# روزي برينان
روزي برينان (بالإنجليزية: Rosie Brennan)‏ هي متزحلقة أمريكية، ولدت في 2 ديسمبر 1988 في مدينة سولت ليك في الولايات المتحدة.

## وصلات خارجية
- الموقع الرسمي
- روزي برينان على موقع الاتحاد الدولي للتزلج (التزلج الريفي) (الإنجليزية)
- روزي برينان على موقع اللجنة الأولمبية الدولية (الإنجليزية)
- روزي برينان على موقع أوليمبيديا (الإنجليزية)
- روزي برينان على موقع اللجنة الأولمبية والبارالمبية الأمريكية (الإنجليزية)